# Ernst zu Mecklenburg

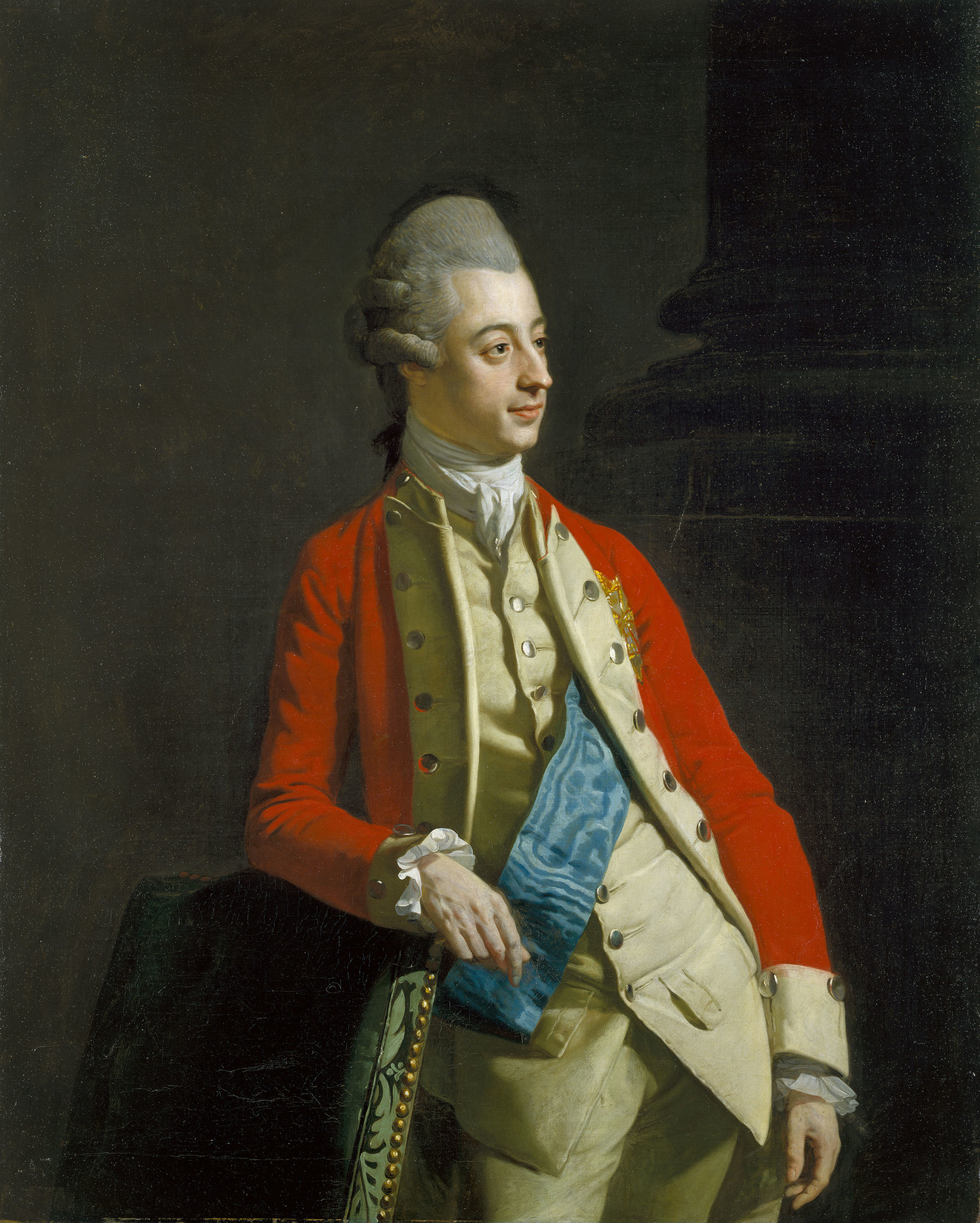
Ernst zu Mecklenburg, Porträt von Johann Zoffany (1772), Royal Collection

Ernst, Herzog zu Mecklenburg [-Strelitz] (* 27. August 1742 in Mirow; † 27. Januar 1814 in Neustrelitz; vollständiger Name: Ernst Gottlob Albrecht, Herzog zu Mecklenburg), allgemein Prinz Ernst genannt, war ein Angehöriger des Herzoglichen Hauses Mecklenburg-Strelitz und königlich großbritannisch-kurbraunschweig-lüneburgischer Offizier, zuletzt Feldmarschall.

## Leben
Prinz Ernst war der dritte Sohn des in Mirow apanagierten Prinzen Karl (Ludwig Friedrich) und der Elisabeth Albertine, geb. Prinzessin von Sachsen-Hildburghausen. Zwei seiner Brüder wurden Regenten von Mecklenburg-Strelitz: Adolf Friedrich IV. und Karl II., seine Schwester (Sophie) Charlotte wurde als Frau von Georg III. Königin von Großbritannien.
Von 1758 bis 1760 unternahm er gemeinsam mit seinem Bruder Karl eine Grand Tour. 1761 begleitete er seine Schwester nach London. Er soll sich dort in Mary Eleanor Bowes verliebt haben; seine Verbindung mit der damals reichsten Erbin des Landes stieß jedoch auf den Widerstand des Königs.

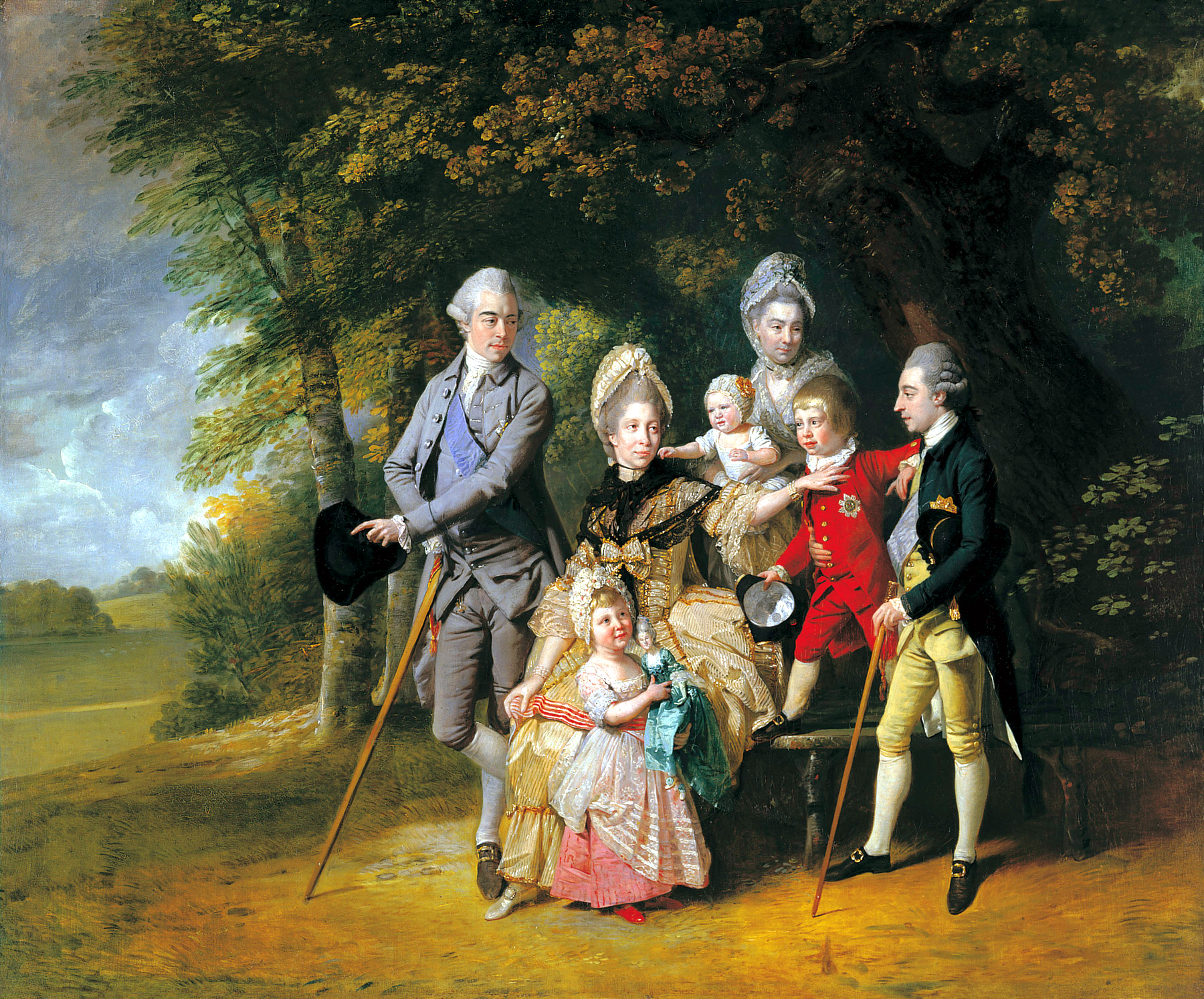
Charlotte mit ihren Brüdern und Kindern; Gemälde von Johann Zoffany (1771/72), Royal Collection

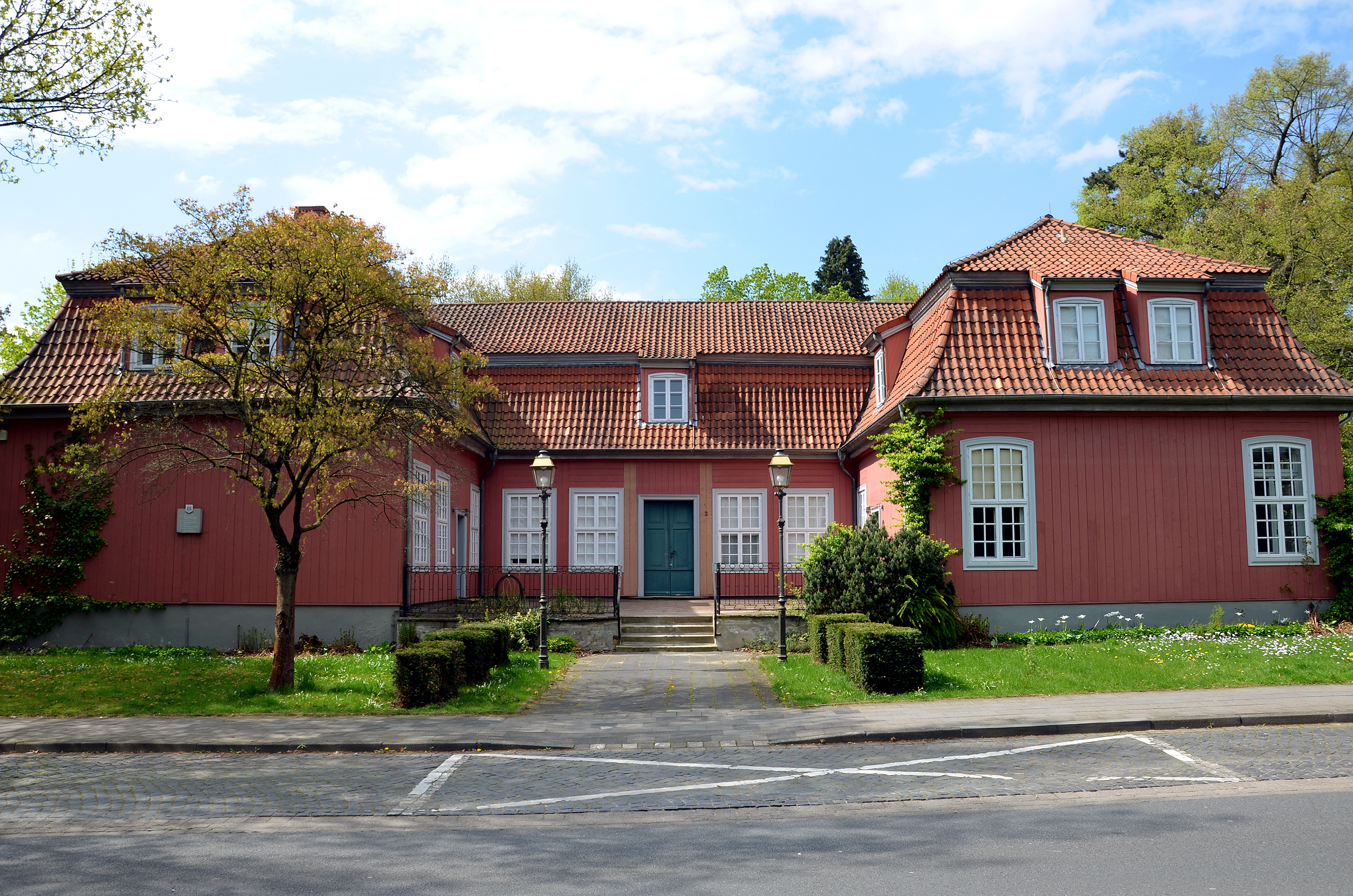
Das um 1770 errichtete „Prinzenpalais“ (Palais Mecklenburg) in Celle

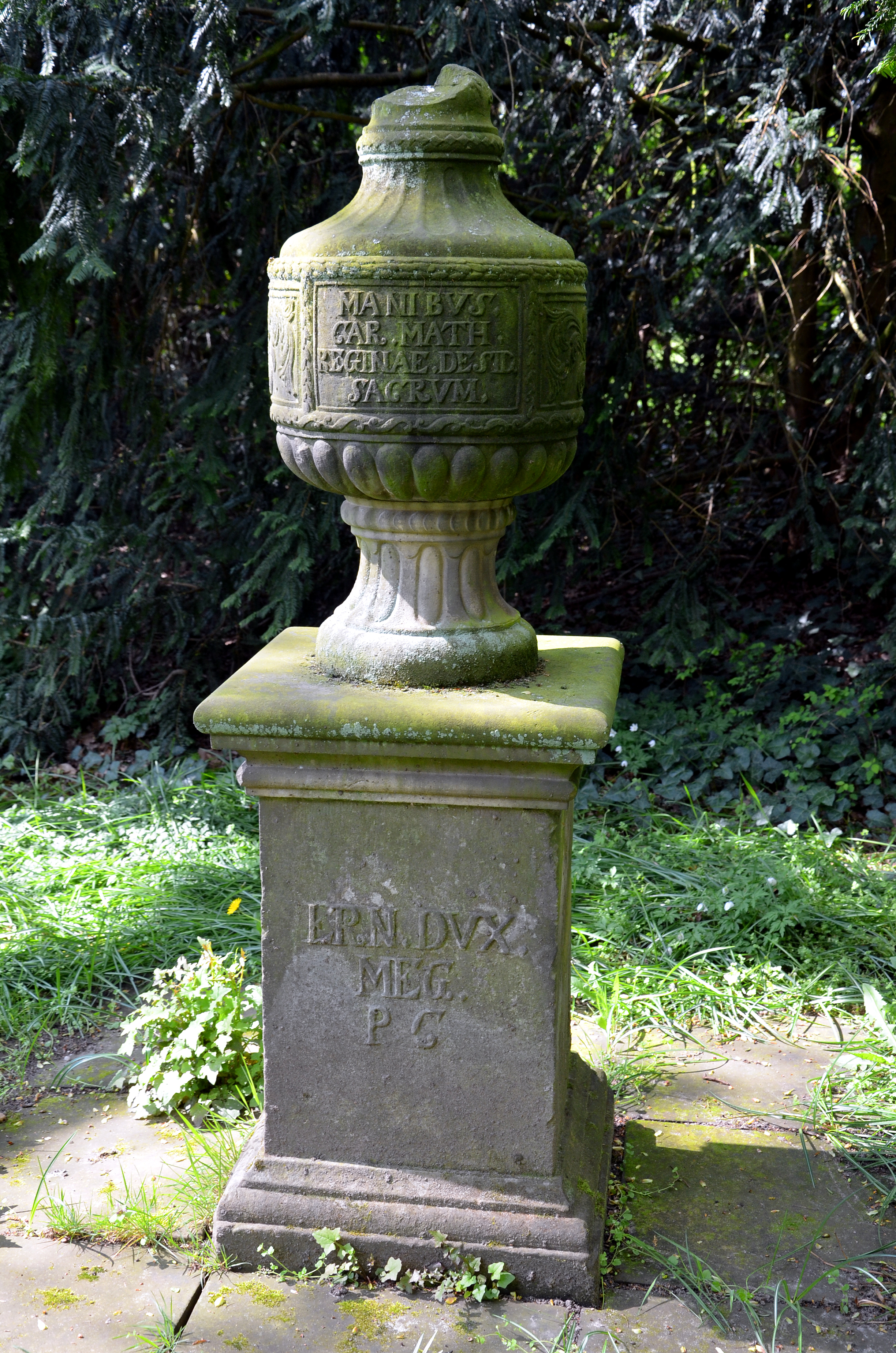
1775 errichteter Caroline Mathilde-Gedenkstein im Park vom Prinzenpalais

Ernst verließ England. Bereits in jungen Jahren trat in die Kurhannoversche Armee ein. 1762 wurde er Kommandeur des in Celle stationierten Infanterieregiments. Georg III. ernannte ihn 1763 zum Gouverneur von Celle und gleichzeitig seinen Bruder Karl zum Gouverneur von Hannover. Am Karfreitag 1764 wurde er Taufpate eines aus Bengalen stammenden Sklaven, den ihm seine Schwester geschenkt hatte. Seit ihrer Gründung war er Ehrenmitglied der Celler Landwirtschaftsgesellschaft. Nach 1766 ließ er den Celler Prinzengarten und das „Prinzenpalais“ (bis Ende Februar 2013 Deutsches Stickmuster-Museum) zu seinem Landsitz anlegen. Zu Ehren seiner Schwips-Schwägerin Caroline Mathilde ließ er im Garten einen Gedenkstein errichten.
1771/2 hielt er sich zu einem Besuch bei seiner Schwester auf und wurde Pate von Ernst August I. In Celle nahm Ernst am 20. Oktober 1772 Georgs Schwester Caroline Mathilde nach ihrer Scheidung von Christian VII. auf. Am 25. Mai dieses Jahres erhielt er die Ernennung zum Generalleutnant.
Im Verlauf des Ersten Koalitionskriegs (1792–1797) war Prinz Ernst 1795 Befehlshaber der kurhannoverschen Truppen in Oldenburg und im Herzogtum Bremen, die als Observationsarmee die nach Gründung der Batavischen Republik und Abschluss des Friedens von Basel vom April 1795 zwischen Frankreich und Preußen, quer durch Nordwestdeutschland gezogene Demarkationslinie sicherten. Diese Linie verlief von der Mündung der Ems in Ostfriesland über das Hochstift Münster, die Grafschaft Mark, Höchst, Hessen-Darmstadt, Franken nach Sachsen und Schlesien. Da bei der Fortführung des Krieges zwischen Frankreich und England das Hochstift Münster und Kur-Hannover bedroht schienen, beschloss Preußen, um ein Eindringen der Franzosen in diese Gebiete zu verhindern, die Demarkationslinie mit einem Heer von 40.000 Mann aus preußischen und kurhannoverschen Truppen bestehend, zu besetzen und so zu sichern. In diesem Zusammenhang kam es zur Besetzung der Freien Reichsstadt Bremen durch die unter seinem Befehl stehenden Truppen. Erst der Hildesheimer Kongress brachte eine gewisse Entspannung der Lage in Norddeutschland. 1799 erhielt Ernst für seine militärische Zusammenarbeit mit Preußen den höchsten preußischen Orden, den Schwarzen Adlerorden.
1802 wurde Prinz Ernst, inzwischen General der Infanterie und Regimentschef des 8. Infanterieregiments, Gouverneur von Hannover. Bei seinem Abschied aus dem militärischen Dienst am 26. November 1802 erhielt den Charakter eines Feldmarschalls.
Er war seit 1768 Freimaurer und gehörte in Celle der Loge Zum hellleuchtenden Stern an.

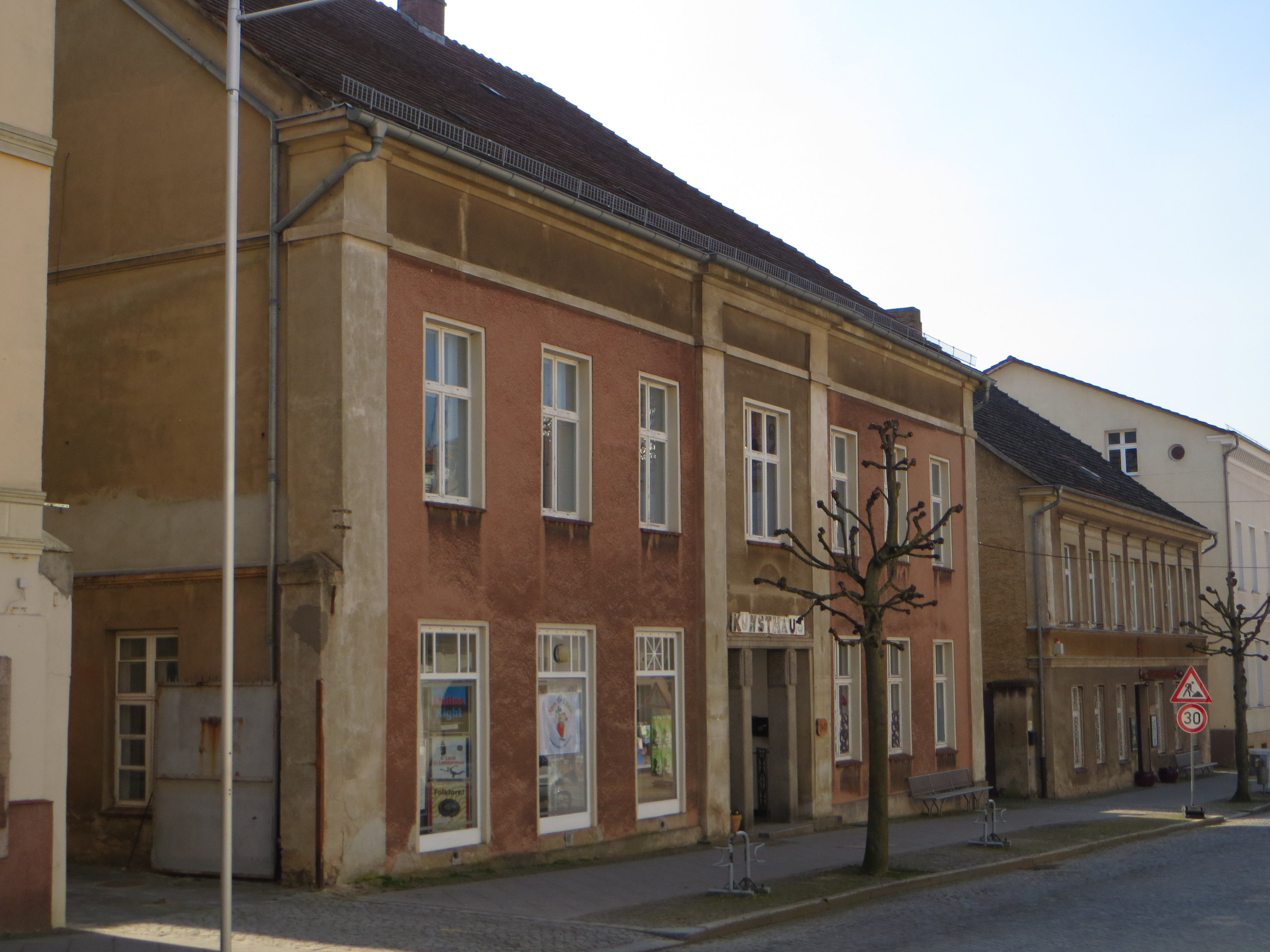
Schloßstraße 2 (Zustand 2014)

Seine letzten Lebensjahre verbrachte Ernst, der nie verheiratet war, in Neustrelitz, wo er das nach ihm benannte Prinz-Ernst-Palais in der Schloßstraße 2 (heute Kunsthaus) bewohnte.
Prinz Ernst wurde in der Fürstengruft in Mirow beigesetzt. Die Rostocker Loge Zu den drei Sternen hielt eine Trauerloge für ihn.

## Auszeichnungen
- Orden des Weißen Adlers
- 1786: Elefanten-Orden (324. Verleihung)[9]
- 1799: Schwarzer Adlerorden